# Tram van Ulm
De tram van Ulm is een belangrijk onderdeel in het openbaar vervoer van de Duitse stad Ulm in de deelstaat Baden-Württemberg. Het metersporige net wordt geëxploiteerd door de Stadtwerke Ulm/Neu-Ulm GmbH (SWU) onder auspiciën van het overkoepelende Donau-Iller-Nahverkehrsverbund (DING). Het totale netwerk met een lengte van 19,5 kilometer bestaat (in 2023) uit twee tramlijnen: de lijnen 1 en 2. Vanaf het begin in 1897 reden de trams elektrisch. In 2003 kwamen de eerste lagevloertrams in dienst.

## Netwerk
Er hebben vier lijnen bestaan, lijn 1 t/m 4. Ook Neu-Ulm was in het tramnet opgenomen. In 1939 werd lijn 3 opgeheven. Lijn 2 werd in 1944 stilgelegd en is niet hervat. Van 1947 tot 1963 reden ter vervanging de trolleybuslijnen 5 en 6. In 1964 werden de overgebleven delen van lijn 1 en 4 gecombineerd tot lijn 1, die met de tien vierassers uit 1958 kon worden gereden. Eind 2018 kwam een nieuwe lijn 2 in dienst.
Lijnen
1. Söflingen - Ehinger Tor - Hauptbahnhof - Theater - Donaustadion - Böfingen
22 haltes; lengte 10,2 km; rijtijd ± 30 minuten.
2. Kuhberg - Ehinger Tor - Hauptbahnhof - Theater - Botanischer Garten - Wissenschaftsstadt/Science Park II
21 haltes; lengte 9,3 km; rijtijd ± 28 minuten.

De 'Betriebshof' (remise) bevindt zich aan een aftakking van lijn 1 richting Söflingen, nabij de halte Theodor-Heuss-Platz.

## Materieel

### Voormalig
- Vierassige Grossraum-motorwagens GRW4, nummers 1-10, in 1958 gebouwd door Maschinenfabrik Esslingen. Zij reden meestal met één of soms twee tweeassige bijwagens[2] afkomstig uit Stuttgart. Deze tramstellen waren in dienst tot de komst van de tweedehands GT4-trams, ook uit Stuttgart, in 1988.
- Vierassige gelede trams GT4, nummers 1-14, tweedehands overgenomen van de Strassenbahn Stuttgart; in dienst tot de komst van de Combino's in 2003. Eerder al, van 1983 tot 1988, had het trambedrijf van Ulm drie soortgelijke GT4-trams, die afkomstig waren van het trambedrijf van Reutlingen.

### Huidig
- Combino: in 2003 werden door Siemens in totaal acht vijfdelige lagevloertrams 41-48 geleverd, in 2008 gevolgd door twee stuks 49 en 50. Deze trams zijn een metersporige versie van de Combino-variant te Amsterdam en Poznań.
- Avenio M: in 2018 werden door Siemens twaalf vijfdelige lagevloertrams 51-62 geleverd, in 2022 en 2023 gevolgd door zes stuks 63-68. De Avenio M is een gemodificeerde versie van de constructief identieke Combino.